# Milan Petrovic Quartet
Milan Petrovic Quartet – serbski zespół muzyczny łączący w swojej twórczości takie gatunki jak jazz, blues czy funk. Założony został w 2011 w Belgradzie. W 2012 roku ukazała się pierwsza płyta grupy zatytułowana "Excursion".

## Członkowie
- Milan Petrović – pianino
- Bogdan Zdjelar – perkusja
- Lehel Nagy – saksofon
- Robert Gostinčar – gitara basowa, kontrabas

## Dyskografia

### Albumy studyjne
1. Excursion – 2012, wydawnictwo: SKCNS
2. Favorites – 2013, wydawnictwo: Metropolis Music
3. Dates – 2016, wydawnictwo: Metropolis Music
4. Emotions – 2018, wydawnictwo: Metropolis Music

### Albumy koncertowe
1. Live @ Nišville Jazz Festival 2014 – 2015

### Minialbumy
1. High Voltage Studio Sessions Vol.2 Milan Petrović Quartet Live – 2014